# Санта Ана (Тексас)
Санта Ана (енгл. Santa Anna) град је у америчкој савезној држави Тексас. По попису становништва из 2010. у њему је живело 1.099 становника.

## Демографија
Према попису становништва из 2010. у граду је живело 1.099 становника, што је 18 (1,7%) становника више него 2000. године.
| Група             | 2000.       | 2010.       |
| Белци             | 816 (75,5%) | 782 (71,2%) |
| Афроамериканци    | 42 (3,9%)   | 53 (4,8%)   |
| Азијати           | 0 (0,0%)    | 2 (0,2%)    |
| Хиспаноамериканци | 206 (19,1%) | 246 (22,4%) |
| Укупно            | 1.081       | 1.099       |